# VM i landevejscykling – Holdtidskørsel (damer)
Damernes holdtidskørsel ved VM i landevejscykling blev for første gang arrangeret ved VM i landevejscykling 1987. Det bestod af landshold med fire ryttere på hvert hold. Efter VM i landevejscykling 1994 blev det taget af programmet. Holdtidskørsel blev genindført ved VM i landevejscykling 2012, men da for kommercielle hold, ikke nationer, med seks ryttere.

## Landshold (1987–1994)
| Mesterskab      | Guld                                                                                            | Sølv                                                                                    | Bronze                                                                                          |
| --------------- | ----------------------------------------------------------------------------------------------- | --------------------------------------------------------------------------------------- | ----------------------------------------------------------------------------------------------- |
| 1987 Villach    | Sovjetunionen · Nadesja Kibardina · Alla Jakovleva · Tamara Poliakova · Liubova Pogovitchaikova | USA · Inga Thompson · Sue Ehlers · Jane Marshall · Leslie Schenk                        | Italien · Francesca Galli · Roberta Bonanomi · Imelda Chiappa · Monica Bandini                  |
| 1988 Ronse      | Italien · Monica Bandini · Roberta Bonanomi · Maria Canins · Francesca Galli                    | Sovjetunionen · Alla Jakovleva · Nadesja Kibardina · Svetlana Rojkova · Laima Zilporite | USA · Jeannie Golay · Phyllis Hines · Jane Marshall · Leslie Schenk                             |
| 1989 Chambéry   | Sovjetunionen · Nadesja Kibardina · Tamara Poliakova · Laima Zilporite · Natalya Melekhina      | Italien · Monica Bandini · Roberta Bonanomi · Maria Canins · Francesca Galli            | Frankrig · Valérie Simmonnet · Cécile Odin · Catherine Marsal · Nathalie Cantet                 |
| 1990 Utsunomiya | Holland · Leontien Van Moorsel · Monique Knol · Cora Westland · Astrid Schop                    | USA · Inga Thompson · Eva Stephenson · Phyllis Hines · Maureen Manley                   | Sovjetunionen · Natalya Melekhina · Nadesja Kibardina · Valentina Polkhanova · Natalia Chipaeva |
| 1991 Stuttgart  | Frankrig · Marion Clignet · Nathalie Gendron · Cécile Odin                                      | Holland · Monique De Bruin · Monique Knol · Astrid Schop · Cora Westland                | Sovjetunionen · Natalya Grinina · Nadesja Kibardina · Valentina Polkhanova · Aiga Zagorska      |
| 1992 Benidorm   | USA · Bunki Bankaitis-Davis · Eva Stephenson · Jan Bolland · Jeannie Golay                      | Frankrig · Jeannie Longo · Corinne Legal · Catherine Marsal · Cécile Odin               | Sovjetunionen · Nadesja Kibardina · Natalya Grinina · Gulnara Fatkullina · Aleksa Koliaseva     |
| 1993 Oslo       | Rusland · Olga Sokolova · Svetlana Boubnenkova · Aleksa Koliaseva · Valentina Polkhanova        | USA · Eva Stephenson · Jeannie Golay · Jan Bolland · Deirdre Demet                      | Italien · Roberta Bonanomi · Alessandra Cappellotto · Michela Fanini · Fabiana Luperini         |
| 1994 Agrigento  | Rusland · Olga Sokolova · Aleksa Ilaliaseva · Svetlana Boubnenkova · Valentina Polkhanova       | Litauen · Rasa Polikevičiūtė · Jolanta Polikevičiūtė · Diana Žiliūtė · Luda Triabaite   | USA · Deirdre Demet · Eva Stephenson · Jeannie Golay · Alison Dunlap                            |

## UCI-hold (2012–)
| Mesterskab      | Guld | Sølv | Bronze |
| --------------- | --- | --- | --- |
| 2012 Valkenburg | Specialized-lululemon Charlotte Becker Ellen van Dijk Amber Neben Evelyn Stevens Ina-Yoko Teutenberg Trixi Worrack | Orica-AIS Judith Arndt Shara Gillow Loes Gunnewijk Melissa Hoskins Alex Rhodes Linda Villumsen                             | AA Drink-leontien.nl Chantal Blaak Lucinda Brand Jessie Daams Sharon Laws Emma Pooley Kirsten Wild                       |
| 2013 Firenze    | Specialized-lululemon Lisa Brennauer Katie Colclough Carmen Small Evelyn Stevens Ellen van Dijk Trixi Worrack      | Rabobank-Liv Giant Lucinda Brand Thalita de Jong Pauline Ferrand-Prévot Roxane Knetemann Annemiek van Vleuten Marianne Vos | Orica-AIS Annette Edmondson Shara Gillow Loes Gunnewijk Melissa Hoskins Emma Johansson Amanda Spratt                     |
| 2014 Ponferrada | Specialized-lululemon Chantal Blaak Lisa Brennauer Karol-Ann Canuel Carmen Small Evelyn Stevens Trixi Worrack      | Orica-AIS Annette Edmondson Melissa Hoskins Emma Johansson Jessie MacLean Valentina Scandolara Amanda Spratt               | Astana BePink Alena Amialiusik Simona Frapporti Doris Schweizer Alison Tetrick Silvia Valsecchi Susanna Zorzi            |
| 2015 Richmond   | Velocio-SRAM Mieke Kröger Karol-Ann Canuel Alena Amialiusik Barbara Guarischi Lisa Brennauer Trixi Worrack         | Boels-Dolmans Ellen van Dijk Christine Majerus Evelyn Stevens Chantal Blaak Katarzyna Pawłowska Elizabeth Armitstead       | Rabo-Liv Shara Gillow Roxane Knetemann Anna van der Breggen Thalita de Jong Katarzyna Niewiadoma Lucinda Brand           |
| 2016 Doha       | Boels-Dolmans Chantal Blaak Karol-Ann Canuel Lizzie Deignan Christine Majerus Evelyn Stevens Ellen van Dijk        | Canyon-SRAM Alena Amialiusik Hannah Barnes Lisa Brennauer Elena Cecchini Mieke Kröger Trixi Worrack                        | Cervélo-Bigla Ciara Horne Lisa Klein Lotta Lepistö Ashleigh Moolman Joëlle Numainville Stephanie Pohl                    |
| 2017 Bergen     | Team Sunweb Lucinda Brand Leah Kirchmann Floortje Mackaij Coryn Rivera Sabrina Stultiens Ellen van Dijk            | Boels-Dolmans Chantal Blaak Karol-Ann Canuel Megan Guarnier Christine Majerus Amy Pieters Anna van der Breggen             | Cervélo-Bigla Stephanie Gaumnitz Lisa Klein Clara Kloppenburg Lotta Lepistö Cecilie Uttrup Ludwig Ashleigh Moolman-Pasio |
| 2018 Innsbruck  | Canyon-SRAM Alena Amialiusik Alice Barnes Hannah Barnes Elena Cecchini Lisa Klein Trixi Worrack                    | Boels-Dolmans Chantal Blaak Karol-Ann Canuel Amalie Dideriksen Christine Majerus Amy Pieters Anna van der Breggen          | Team Sunweb Stephanie Gaumnitz Leah Kirchmann Liane Lippert Pernille Mathiesen Coryn Rivera Ellen van Dijk               |